# 十六天魔舞
十六天魔舞，是盛行于元代的一種舞蹈。十六天魔舞與唐代西域傳入中原的「胡旋舞」被視為中國最負盛名的、來自西域的古典樂舞。

## 歷史
十六天魔舞的雏形来源于藏传佛教金刚舞，内容与莲花生大师收伏魔女并使之成为护法天母的传说有关，创编者可能是噶玛噶举派黑帽系的上师，並与藏傳佛教密宗歡喜禪雙身法（事業手印）有关。西夏和元朝时期在河西一带流传。进入中原后有所改造。关于十六天魔最早的记载是晚唐五代时蜀人王健《宫词》“十六天魔舞袖长”。
在元代，不少皇帝都信奉佛法，崇尚藏傳佛教。元杂剧中已有所反映，如武汉臣曾著杂剧《提头鬼》表现内容有“仁安殿正果追魂使，四歌神助提头鬼。”元初从民间到宫廷，四大天王舞、十六天魔舞已很流行，连皇家宫廷的仪仗队中都有画着四大天王神像的“四大天王旗”。萨都剌《上京杂咏》写元世祖忽必烈在上京观看十六天魔舞的情况：凉殿参差翡翠光，朱衣华帽宴亲王。红帘高卷香风起，十六天魔舞袖长。至元十八年（1281年）十一月初二日，元朝政府下令禁止表演。
至至正十四年(1354年)，元順帝妥歡帖睦爾下令編製樂舞《十六天魔舞》以讚美佛教。舞蹈內容圍繞16位天魔以菩薩的容貌出現，並迷惑眾生。但是後來被釋迦牟尼佛降伏。此可見於《元史》卷四三《順帝紀》的記載：「順帝怠於政事，荒於遊樂，以宮女三聖奴、妙樂奴、文殊奴等十六人舞《十六天魔舞》。」元代周憲《王宮詞》：「背番蓮掌舞天魔，二八華年賽月娥。本是西河參佛曲，來把宮苑席前歌。」 反映十六天魔舞是只有在宮中有佛事時才進行的表演，其餘非宮官受秘密戒者不得入內觀看。舞蹈結束後，元順帝會在宮中秘密挖掘的地道離開，並與一眾舞女在地道裏修練雙身法以完成佛事。元代張昱《輦下曲》曾讚美《十六天魔舞》的舞姿：
|  | 西天法曲曼聲長，瓔珞垂衣稱絕裝。大宴殿中歌舞上，華嚴海會慶君王。 西方舞女即天人，玉手曇花滿把青。舞唱天魔供奉曲，君王常在月宮聽。 |

## 服飾
跳十六天魔舞的舞者必須頭垂髮數辮，梳練槌髻、佩戴象牙佛冠，且身被瓔珞。又她們穿大紅綃金長短裙、金雜襖、雲肩、合袖天衣以及綬帶鞋襪。而手裏亦都拿著法器「加巴剌般之器」。當中其中一人要執鈴杵奏樂。

## 舞蹈
整套伴奏樂隊由11人組成。十六位舞者在跳舞時一手持法器，一手打手印，雙臂翻舞。而她們均以龍笛、頭管、小鼓、箏、緌、琵琶、笙、胡琴、響板及拍板奏樂。過往的考古學家認為敦煌465窟的元代舞蹈壁畫可能與該舞蹈有關。

## 外部連結
- 十六天魔舞（页面存档备份，存于）
- 王克芬 2004年11月 舞蹈辭典 十六天魔舞 （页面存档备份，存于）